# Youth Dub
 (février 2023).
Albums de Matisyahu
Youth No Place to Be
Youth Dub est un album de remixes produit par Bill Laswell avec le trio Roots Tonic, autour de la voix de Matisyahu.

## Description
Youth Dub est un disque bonus édité avec l'album « Youth » de Matisyahu paru en 2006. Originellement inclus dans un certain nombre de copies, le disque est pourtant sorti "seul" dans une édition très limitée.
Pour cet opus Bill Laswell reprend les titres de Youth dans une version dub très travaillée, à la manière de King Tubby. Les riddims du Roots Tonic prennent une nouvelle tournure par l'amplification du couple basse-batterie, soutenus par de nombreux effets et quelques vocaux.

## Titres
1. "Youth Dub" – 5:06
2. "Fire & Dub" – 6:36
3. "Spark Seekers" – 5:01
4. "Dub Warrior" – 5:39
5. "WP Dub" – 5:10
6. "Daughters Dub" – 4:05
7. "One Woman" – 4:21
8. "Fire of Heaven Dub" – 4:01
9. "Chop 'Em Down Dub" – 5:59
10. "Nigun" – 4:08